# Syngonanthus bracteosus
Syngonanthus bracteosus är en gräsväxtart som beskrevs av Harold Norman Moldenke. Syngonanthus bracteosus ingår i släktet Syngonanthus och familjen Eriocaulaceae. Inga underarter finns listade i Catalogue of Life.